# Fiji Airways
Fiji Airways, до 27 червня 2013 діяла як Air Pacific Limited, - національна авіакомпанія Фіджі, що виконує внутрішні та міжнародні рейси в Північну Америку, Японію і країни Тихоокеанського басейну.

## Історія

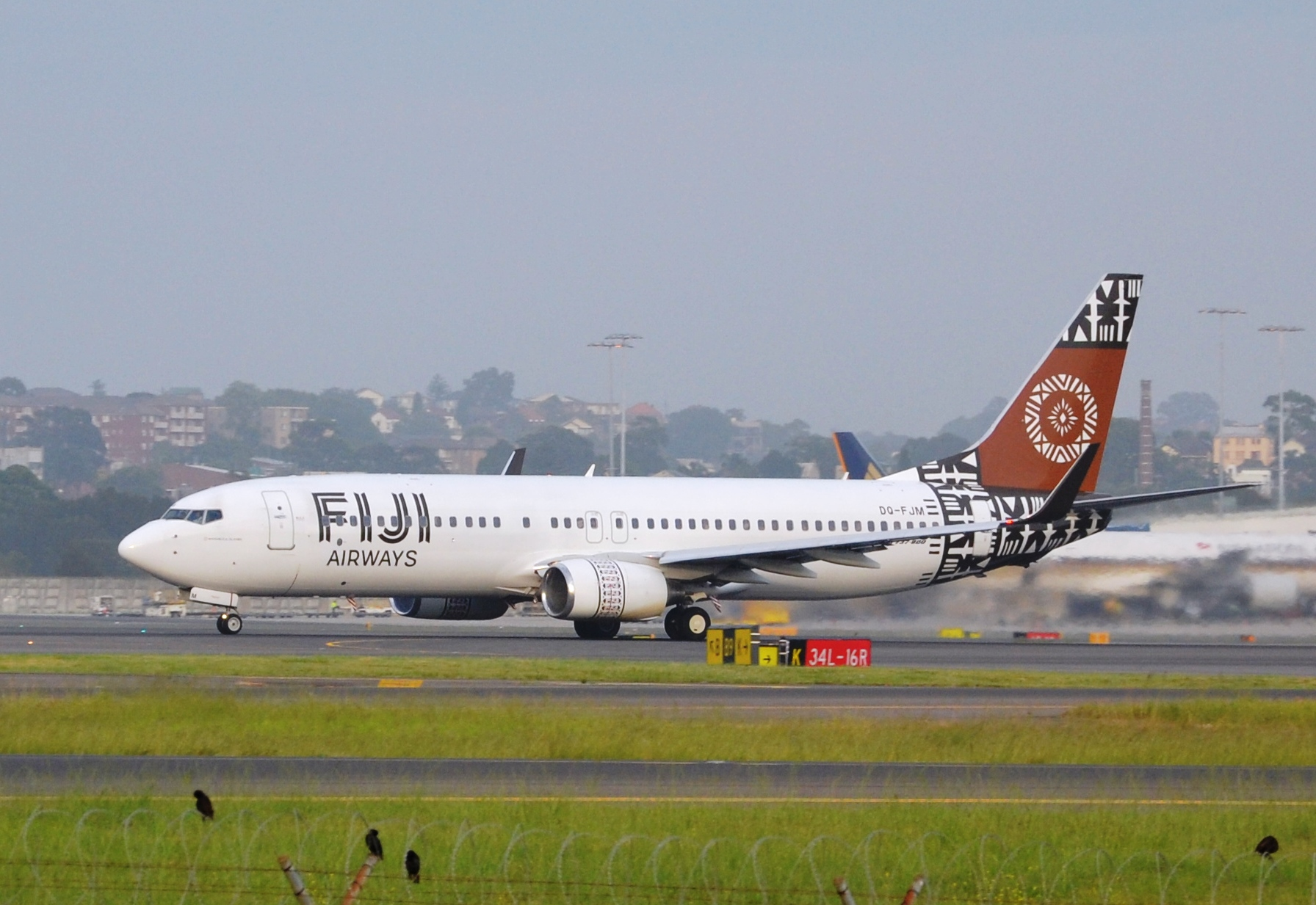
Літак Fiji Airways в аеропорту Сіднея

Авіакомпанія була заснована в 1947 році австрійським авіатором Гарольдом Гетті, здійснення комерційних авіаперевезень почалося в 1951 році.
До 1971 року авіакомпанія носила ім'я Fiji Airways, потім була перейменована в Air Pacific, а в червні 2013 року повернула свою історичну назву. У 1983 році відкрилися перші маршрути в  Сполучені Штати Америки. У період з 1995 до 2004 роки авіакомпанія стабільно показувала прибуток по своєї основної діяльності, виняток становив 2001 рік, що завершився чистим збитком. Air Pacific є першим авіаперевізником, що відкрив регулярні міжнародні рейси зі столиці  Австралії  Канберри, однак, незважаючи на виконання польотів в тривалому періоді з частотою двічі на тиждень, наразі польоти до Канберри припинені на невизначений термін. У 2004 році авіакомпанія перевезла понад 500 тисяч пасажирів.
У 2007 році Air Pacific придбала спеціалізується на внутрішніх перевезеннях авіакомпанію Sun Air і на базі неї організувала дочірню регіональну компанію Pacific Sun, яка в даний час виконує рейси по регіональним і внутрішнім авіамаршрутів. Основними власниками  Air Pacific  є уряд Фіджі (51%) і австралійський національний перевізник Qantas (46,32%). Авіакомпанія Air New Zealand та уряду Кірибаті,  Тонги, Науру і Самоа володіють міноритарними пакетами акцій компанії.
У березні 2007 року в  Air Pacific  працював 771 чоловік.